# ديك رومي بري

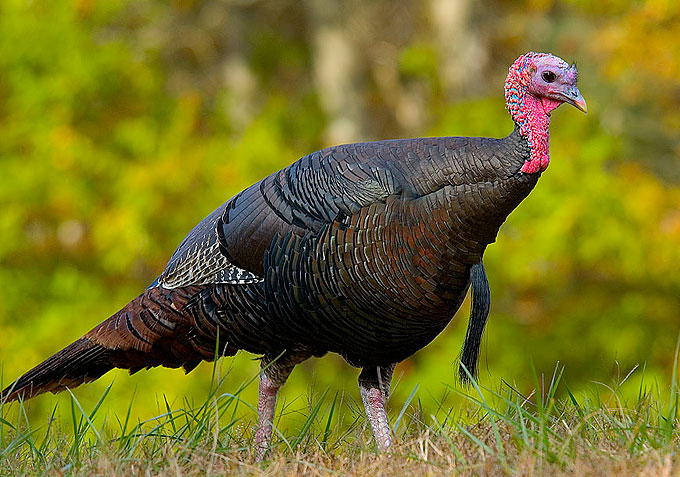
الديك الرومي البري

الديك الرومي البري أو الحَبَش البَرِّيّ (Meleagris gallopavo) موطنه أمريكا الشمالية والعضو الأثقل من بين الدجاجيات. هو أحد نوعين من أنواع الديك الرومي، النوع الآخر يسمى (ديك رومي ذو عيينات) ويتواجد في أمريكا الوسطى.

## شكله
الديك الرومي البرّي الذكر البالغ يكون بلا ريش صغير، ذو رأس محمّرِ الذي يمكن أن يغير إلى الأزرق في دقائق وله حنجرة حمراء أو برتقالي محمّر إلى السيقان الرمادية الزرقاء مع جسم أسمر غامق إلى أسود.
الديك الرومي له ذيل على هيئة نصير مظلم وأجنحة برونزية لمّاعة. إنّ الذكر أكبر جوهرياً من الأنثى، وريشه له مناطق نحاسية خضراء إرجوانية حمراء، برونز، ومتخيّف ألوان ذهبي. الريش النسائي مملّ عموماً، يتكون من ظلال سمراء ورمادية. الطفيليات يمكن أن تبدل تلوين كلا الجنسين ؛ في الذكورِ، التلوين قد يكون كإشارة للصحة، ريش الجناح الأساسيِ له خانات بيضاء. الديك الرومي له 20,000 إلى 30,000 ريشِ.. الذكور لديهم نموذجياً «لحية» تشمل ريش معدَّل من الذي يبرز من الصدرِ. تَتوسّطُ اللحى بين 9 بوصات (230 مليمتر) في الطول. في بعض الجماعات، 10 إلى 20 بالمائة من الإناث لهن لحية، أقصر وأنحف عادة من تلك التي لدى الذكرِ.

## وزنه
يزن الذكر البالغ عادة من 5 إلى 11 كيلوغرام (11-24 باونات). إنّ الأنثى البالغة أصغر بكثير (6.6-12 باونات). يتراوح طول الجناح من 1.25 إلى 1.44 m (49-57). الديك الرومي البرّي الذكر البالغ بحجم السجل، طبقاً للحياة البرية الوطنية لإتحاد تركيا كان 38 باوند (17.2 كيلوغرام).